# Bahnstrecke Hollister Quarry–Albertson
| Gesellschaft: | VTR                  |                                                        |                                                        |
| Streckenlänge: | 21 km                |                                                        |                                                        |
| Spurweite: | 1435 mm (Normalspur) |                                                        |                                                        |
| |                      |                                                        |                                                        |
| \| \| \| \| \| \| \| 0 \| Hollister Quarry VT (Steinbruch) \| Hollister Quarry VT (Steinbruch) \| \| \| 2½ \| Steinbruch der Florence Crushed Stone Co. \| Steinbruch der Florence Crushed Stone Co. \| \| \| \| Verbindungsgleis nach Florence \| \| \| \| 3 \| Strecke Florence–Florentine Quarry (Florence Junction) \| Strecke Florence–Florentine Quarry (Florence Junction) \| \| \| \| Verbindungsgleis von Florence \| \| \| \| 4 \| Industrieanschluss \| Industrieanschluss \| \| \| \| \| \| \| \| \| Verbindung zur Strecke Bellows Falls–Burlington \| \| \| \| 9 \| Proctor VT \| Proctor VT \| \| \| \| \| \| \| \| \| von Rutland \| \| \| \| 16 \| Center Rutland VT \| Center Rutland VT \| \| \| 17½ \| West Rutland VT \| West Rutland VT \| \| \| \| Verbindung zur Strecke Whitehall–Rutland \| \| \| \| 21 \| Albertson VT \| Albertson VT \| |                      |                                                        |                                                        |
| |                      |                                                        |                                                        |
| Betriebs-/Güterbahnhof Streckenanfang (Strecke außer Betrieb) | 0                    | Hollister Quarry VT (Steinbruch)                       | Hollister Quarry VT (Steinbruch)                       |
| Dienststation / Betriebs- oder Güterbahnhof (Strecke außer Betrieb) | 2½                   | Steinbruch der Florence Crushed Stone Co.              | Steinbruch der Florence Crushed Stone Co.              |
| Abzweig geradeaus und nach links (Strecke außer Betrieb) |                      | Verbindungsgleis nach Florence                         | Verbindungsgleis nach Florence                         |
| Kreuzung (Strecken außer Betrieb) | 3                    | Strecke Florence–Florentine Quarry (Florence Junction) | Strecke Florence–Florentine Quarry (Florence Junction) |
| Abzweig ehemals geradeaus und von links |                      | Verbindungsgleis von Florence                          | Verbindungsgleis von Florence                          |
| Betriebs-/Güterbahnhof Strecke ab hier außer Betrieb | 4                    | Industrieanschluss                                     | Industrieanschluss                                     |
| Strecke (außer Betrieb) |                      |                                                        |                                                        |
| Abzweig geradeaus und von links (Strecke außer Betrieb) |                      | Verbindung zur Strecke Bellows Falls–Burlington        | Verbindung zur Strecke Bellows Falls–Burlington        |
| Dienststation / Betriebs- oder Güterbahnhof (Strecke außer Betrieb) | 9                    | Proctor VT                                             | Proctor VT                                             |
| Strecke (außer Betrieb) |                      |                                                        |                                                        |
| Abzweig geradeaus, nach links und von links (Strecke außer Betrieb) |                      | von Rutland                                            | von Rutland                                            |
| Dienststation / Betriebs- oder Güterbahnhof (Strecke außer Betrieb) | 16                   | Center Rutland VT                                      | Center Rutland VT                                      |
| Dienststation / Betriebs- oder Güterbahnhof (Strecke außer Betrieb) | 17½                  | West Rutland VT                                        | West Rutland VT                                        |
| Abzweig geradeaus und nach links (Strecke außer Betrieb) |                      | Verbindung zur Strecke Whitehall–Rutland               | Verbindung zur Strecke Whitehall–Rutland               |
| Betriebs-/Güterbahnhof Streckenende (Strecke außer Betrieb) | 21                   | Albertson VT                                           | Albertson VT                                           |

Die Bahnstrecke Hollister Quarry–Albertson ist eine Eisenbahnstrecke in Vermont (Vereinigte Staaten). Sie ist 21 Kilometer lang und verbindet Marmorsteinbrüche mit marmorverarbeitenden Industriebetrieben in Florence, Proctor und Rutland. Der größte Teil der hauptsächlich dem Güterverkehr dienenden Strecke ist stillgelegt. Einen etwa ein Kilometer langen Abschnitt bei Florence befährt die Vermont Railway.

## Geschichte
Am 10. September 1885 gründete die Vermont Marble Company die Clarendon and Pittsford Railroad (C&P), um Steine aus den Steinbrüchen bei Proctor und Florence nach West Rutland zu fahren, ohne die bereits vorhandenen Bahnstrecken nutzen zu müssen. Außerdem sollte so das aufwändige Rangieren in Center Rutland entfallen, da hier keine Verbindungskurve aus Richtung Proctor in Richtung West Rutland bestand. Die als öffentliche Eisenbahn konzipierte Strecke von Proctor bis West Rutland wurde abschnittsweise eröffnet, und zwar von Center Rutland nach West Rutland im Juli 1886, von Proctor bis Center Rutland im Dezember 1887 und von Hollister Quarry nach Proctor im Juli 1888. In Proctor und West Rutland entstanden Verbindungen zu den bestehenden Bahnstrecken. 1903 wurde die Strecke am Hollister Quarry und 1908 von West Rutland nach Albertson verlängert. Bis 1925 wurden Steinbrucharbeiter aus Rutland und Proctor mit Zügen zu ihrem Arbeitsplatz gefahren, öffentlichen Personenverkehr gab es jedoch nicht. Dennoch durften Fahrgäste die Güterzüge gegen eine geringe Gebühr benutzen.
1938 legte die C&P den Abschnitt von Hollister Quarry bis zum Steinbruch bei Florence still, da der Abbau in Hollister Quarry eingestellt wurde. Nur die Hollister Quarry Road erinnert dort heute an den Steinbruch. 1972 erwarb die Vermont Railway die C&P und damit auch die verbleibende Bahnstrecke von Florence nach Albertson. Der gleichen Gesellschaft gehörte auch die von Florence bis Rutland parallel verlaufende Bahnstrecke Bellows Falls–Burlington. Aus diesem Grund und auch wegen der schlechten Gleislage in diesem Bereich, wurde 1977 der Abschnitt von Center Rutland nach Proctor einschließlich der Verbindungsstrecke in Proctor, sowie vom Knotenpunkt Florence Junction zum Steinbruch nördlich davon stillgelegt. Von 1977 bis 1980 betrieb die Otter Valley Railroad in der Sommersaison einen Touristenzug von Proctor bis Florence Junction. Danach wurde jedoch der Abschnitt von einem Industriebetrieb südlich von Florence Junction bis Proctor stillgelegt. 1988 endete der Verkehr auch zwischen Center Rutland und Albertson. Der einzige Streckenabschnitt, der weiterhin durch die Vermont Railway bedient wird, ist der Anschluss an ein Industriegebiet in Florence.

## Streckenbeschreibung
Die Strecke begann am Hollister Quarry, etwa zwei Kilometer nördlich von Florence. Sie führte von dort aus nach Süden, parallel zur Hauptstrecke der Rutland Railroad, die 1964 von der Vermont Railway übernommen wurde. In Florence Junction kreuzte sie eine weitere Steinbruchbahn, 1911 wurden hier Verbindungskurven eingebaut. Von hier bis zum Industriegebiet etwa einen Kilometer südlich liegen heute noch Gleise. Im weiteren Verlauf entlang des Otter Creek wurden weitere Industriebetriebe bedient. Durch Proctor hindurch erreichte die Strecke das Stadtgebiet von Rutland. Hier biegt die Trasse in Richtung Westen ab. In Center Rutland hatte die Pittsford and Rutland Railroad eine Verbindungsstrecke zum Güterbahnhof der Stadt gebaut. Von Center Rutland bis West Rutland verlief die Bahnstrecke parallel zur Bahnstrecke Whitehall–Rutland der Delaware and Hudson Railroad, zu der in West Rutland eine Verbindung bestand. Ob wie vielerorts üblich auch eine Gleisverbindung zur ebenfalls hier parallel entlangführenden Straßenbahn gebaut wurde, ist nicht bekannt. In West Rutland biegt die Trasse in Richtung Nordwesten ab und erreicht kurz darauf ihren Endpunkt bei Albertson.